# Llista de muntanyes russes a Espanya

## Andalusia

### Isla Mágica
- El Tren del Potosí
- Jaguar

### Tivoli World
- Montaña Rusa
- Montaña Rusa Infantil
- Tokaido

## Aragó

### Parque de Atracciones de Zaragoza
- La Mina
- Moncayo
- Ramsés

## Canàries

### Loro Parque
- Orca

### Wooland Fun Park
- Dibu Dibu
- Montaña Rusa

## Catalunya

### Ferrari Land
- Junior Red Force
- Red Force

### Parc d'Atraccions Tibidabo
- Muntanya Russa
- Virtual Express (anteriorment Tibidabo Express)

### PortAventura Park
- Dragon Khan
- El Diablo - Tren de la Mina
- Furius Baco
- Shambhala
- Stampida
- Tami Tami
- Tomahawk

#### PP's Park
- Ciclón
- Gold Mine

## Comunitat de Madrid

### Parque de Atracciones de Madrid
- Abismo
- Padrinos Voladores (anteriorment Turbulencia)
- Patrulla Canina (anteriorment Vagones Locos)
- Tarántula
- TNT - Tren de la Mina
- Tornado
- Vértigo

### Parque Warner Madrid
- Batman: Arkham Asylum (anteriorment Batman: La Fuga)
- Coaster-Express (anteriorment Wild Wild West)
- Correcaminos Bip, Bip
- Stunt Fall
- Superman: La Atracción de Acero
- Tom & Jerry

## País Valencià

### Family Park (Alacant)
- Fun Dog

### Family Park (Calp)
- Brocomela

### Family Park (Teulada)
- desconegut

### Festilandia
- Fiesta Express

### Gandilandia Parque de Atracciones
- Madagascar

### Terra Mítica
- Alucinakis
- Inferno
- Magnus Colossus (no operativa)
- Titánide (anteriorment Tizona)
- Tren Bravo (emmagatzemada)

### Parque Aventura d'Or
- Tren Aéreo

### Pola Park
- Montaña Rusa

## País Basc

### Parque de Atracciones Monte Igueldo
- Montaña Suiza

## Tancades

### Andalusia

#### MundoPark
- Montaña Rusa

#### Tivoli World
- Ratón Vacilón con Gato Comilón

### Canàries

#### Wooland Fun Park
- Roller Coaster

### Neverland
- Roller Coaster

### Catalunya

#### Casino de l'Arrabassada
- Scenic Railway

#### Parc d'atraccions de Montjuïc
- Boomerang
- Ciclón
- Loco Ratón
- Mini Montaña Rusa
- Montaña Rusa
- Vikingo

#### Parc d'Atraccions Tibidabo
- Montaña Rusa

#### Saturno Park
- Los Urales

### Comunitat de Madrid

#### Lagosur
- Boomerang
- desconegut

#### Parque de Atracciones de Madrid
- 7 Picos
- Cumbres
- Jet Star
- Katapult
- Looping Star

### Sould Park Parquesur
- Fiesta Express

### País Valencià

#### Europa Park
- desconegut

#### Mediterráneo Park
- desconegut

#### Pola Park
- Dragón

### Galícia

#### Plutón Park
- Looping Star

### País Valencià

#### Festilandia
- Draky

### País Basc

#### Parque de Atracciones de Vizcaya
- Mendi Mendiyan